# Saint-Brès, Gers
 Saint-Brès  là một xã của tỉnh Gers, thuộc vùng Occitanie, tây nam nước Pháp.